# Mikhaïl Skorodoumov
 (décembre 2017).
Si vous disposez d'ouvrages ou d'articles de référence ou si vous connaissez des sites web de qualité traitant du thème abordé ici, merci de compléter l'article en donnant les références utiles à sa vérifiabilité et en les liant à la section « Notes et références ».
Mikhaïl Fiodorovitch Skorodoumov (en russe : Михаи́л Фёдорович Скороду́мов), né en 1892 et décédé le 15 novembre 1963 à Los Angeles (États-Unis), est un général russe ayant participé à la Première Guerre mondiale, à la guerre civile russe et un des fondateurs du Corps Russe en Serbie lors de la Seconde Guerre mondiale.

## Biographie
Skorodoumov fait ses études à l’école militaire Paul (diplômé en 1912) et entre ensuite dans le régiment de la Garde Pavlovski. En juillet 1914 il part au front avec son régiment. Le 27 août il est blessé devant les tranchées allemandes mais parvient à faire un croquis des positions ennemies, permettant aux forces russes de défaire l’ennemi le lendemain en capturant de nombreux prisonniers, des mitrailleuses ainsi que des pièces d’artillerie. Pour sa bravoure il reçut l’Ordre de Saint-Vladimir de 4e classe et, début 1915, l’Ordre de Saint-Georges de 4e classe. Après son rétablissement il est jugé inapte au service actif mais parvint tout de même grâce à son insistance à être renvoyé au front. En 1915 il est fait prisonnier par les allemands et tente par trois fois de s’échapper de captivité. Il rentre en Russie après sept mois d’emprisonnement dans le cadre d’un échange de prisonniers de guerre.
Après la révolution Skorodoumov rejoint une organisation clandestine d’officiers opposés aux bolchéviques. Menacé d’être démasqué par les rouges il fuit vers le sud et participe à la guerre civile dans les rangs de l’armée des volontaires puis de l’armée de Wrangel en Crimée. Après l’évacuation de celle-ci il s’installe en Yougoslavie.

### Le Corps Russe en Serbie
Après l’occupation de la Yougoslavie par les forces allemandes Skorodoumov propose au commandement allemand la formation d’un Corps Russe visant à protéger la population russe blanche des exactions des partisans communistes. Il commença la formation du corps avant même l’obtention formelle de l’accord des allemands. Le 12 septembre 1941 il publia le premier ordre du corps dans lequel il écrit entre autres : « Avec l’aide de Dieu, d’un commun accord et remplissant notre devoir envers le pays qui nous abrite, je vous mènerai en Russie ». Mais deux jours plus tard Skorodoumov était relevé de ses fonctions et arrêté par la Gestapo. Le commandement du corps fut alors confié au général Boris Chteïfon.
Libéré après un certain délai le général Skorodoumov travailla ensuite pendant trois ans comme cordonnier. En 1944 il rejoint les rangs du corps russe comme simple soldat et le suivi dans sa retraite jusqu’en Autriche.
Après la guerre il émigre aux États-Unis d’Amérique. Il y décède à Los Angeles en 1963 et repose au cimetière de Hollywood.